# العلاقات التنزانية الفنلندية
العلاقات التنزانية الفنلندية هي العلاقات الثنائية التي تجمع بين تنزانيا وفنلندا.

## مقارنة بين البلدين
هذه مقارنة عامة ومرجعية للدولتين:
| وجه المقارنة                                              | تنزانيا                        | فنلندا                                                                               |
| --------------------------------------------------------- | ------------------------------ | ------------------------------------------------------------------------------------ |
| المساحة (كم2)                                             | 947.30 ألف                     | 338.42 ألف                                                                           |
| عدد السكان (نسمة)                                         | 57.31 مليون                    | 5.52 مليون                                                                           |
| الكثافة السكانية (ن./كم²)                                 | 60.5                           | 16.31                                                                                |
| العاصمة                                                   | دودوما                         | هلسنكي                                                                               |
| اللغة الرسمية                                             | اللغة السواحلية، لغة إنجليزية  | اللغة الفنلندية، اللغة السويدية                                                      |
| العملة                                                    | شيلينغ تانزاني                 | يورو، ماركا فنلندية                                                                  |
| الناتج المحلي الإجمالي (بليون دولار)                      | 52.09 مليار                    | 251.88 مليار                                                                         |
| الناتج المحلي الإجمالي (تعادل القوة الشرائية) بليون دولار | 138.73 مليار                   | 231.84 مليار                                                                         |
| الناتج المحلي الإجمالي الاسمي للفرد دولار أمريكي          | 878                            | 42.31 ألف                                                                            |
| الناتج المحلي الإجمالي للفرد دولار أمريكي                 | 2.54 ألف                       | 40.68 ألف                                                                            |
| مؤشر التنمية البشرية                                      | 0.521                          | 0.883                                                                                |
| رمز المكالمات الدولي                                      | +255                           | +358                                                                                 |
| رمز الإنترنت                                              | .tz                            | .fi                                                                                  |
| المنطقة الزمنية                                           | ت ع م+03:00، توقيت شرق أفريقيا | ت ع م+02:00، ت ع م+03:00، أوروبا/هلسنكي ‏، توقيت شرق أوروبا، توقيت شرق أوروبا الصيفي ‏ |

## مدن متوأمة
في ما يلي قائمة باتفاقيات التوأمة بين مدن تنزانية وفنلندية:
- ترتبط موانزا مع تامبيري باتفاقية توأمة منذ 1966.
- ترتبط Arumeru District [الإنجليزية]‏ مع كيرافا باتفاقية توأمة.

## منظمات دولية مشتركة
يشترك البلدان في عضوية مجموعة من المنظمات الدولية، منها:
| علم المنظمة | اسم المنظمة                               | تاريخ انضمام تنزانيا | تاريخ انضمام فنلندا |
| ----------- | ----------------------------------------- | -------------------- | ------------------- |
|             | مؤسسة التنمية الدولية                     | 6 نوفمبر 1962        | 29 ديسمبر 1960      |
|             | يونسكو                                    | 6 مارس 1962          | 10 أكتوبر 1956      |
|             | وكالة ضمان الاستثمار متعدد الأطراف        | 19 يونيو 1992        | 28 ديسمبر 1988      |
|             | الأمم المتحدة                             | 14 ديسمبر 1961       | 14 ديسمبر 1955      |
|             | الاتحاد البريدي العالمي                   | ?                    | ?                   |
|             | البنك الدولي للإنشاء والتعمير             | 10 سبتمبر 1962       | 14 يناير 1948       |
|             | الاتحاد الدولي للاتصالات                  | 31 أكتوبر 1962       | 1 سبتمبر 1920       |
|             | منظمة حظر الأسلحة الكيميائية              | ?                    | ?                   |
|             | مؤسسة التمويل الدولية                     | 10 سبتمبر 1962       | 20 يوليو 1956       |
|             | المركز الدولي لتسوية المنازعات الاستشارية | 17 يونيو 1992        | 8 فبراير 1969       |
|             | منظمة التجارة العالمية                    | 1995                 | 1995                |
|             | منظمة الشرطة الجنائية الدولية             | ?                    | ?                   |
|             | البنك الإفريقي للتنمية                    | ?                    | ?                   |

## وصلات خارجية
- موقع وزارة الخارجية التنزانية
- موقع وزارة الخارجية الفنلندية